# Cameron Oliver
Cameron Oliver (Filadelfia, Pensilvania, 7 de mayo de 1993) es un baloncestista estadounidense que pertenece a la plantilla del Zhejiang Lions de la CBA. Con 2.03 metros de estatura, juega en la posición de alero.

## Trayectoria deportiva

### Universidad
Jugó dos temporadas con los Wolf Pack de la Universidad de Nevada, en las que promedió 14,7 puntos, 8,9 rebotes, 2,6 tapones y 1,6 asistencias por partido. Lideró la Mountain West Conference en tapones en ambas temporadas, siendo elegido en ambas en el mejor quinteto defensivo de la conferencia, y además en 2016 en el segundo mejor equipo absoluto para la prensa (tercero para los entrenadores) y en el primero en 2017 (segundo para entrenadores). Recibió además el premio de la prensa especialidada al mejor jugador defensivo en su última temporada.
En mayo de 2017 se declaró elegible para el Draft de la NBA, firmando con un agente, y renunciando así a los dos años de carrera universitaria que le faltaban.

### Profesional
Tras no ser elegido en el Draft de la NBA de 2017, fue invitado por los Houston Rockets a participar en las ligas de verano, jugando tres partidos, en los que promedió 5,3 puntos y 4,7 rebotes. Poco después firmaría un contrato multianual con los Rockets. Fue despedido antes del comienzo de la temporada.
El 10 de mayo de 2021 firmó un contrato de diez días con los Houston Rockets de la NBA, debutando esa misma noche. Tras no renovar, la temporada siguiente firmó con Los Angeles Lakers, siendo cortado antes del inicio de la competición. Días después ficharía por los South Bay Lakers como jugador afiliado.
El 25 de febrero de 2022 firma por el Unicaja de Málaga, equipo al que llega para jugar en la posición de ala-pivot. En principio llega solo para acabar la temporada 20221/2022, esta será su primera experiencia en España y en la liga ACB.

## Estadísticas de su carrera en la NBA

### Temporada regular
| Año     | Equipo  | PJ | PT | MPP  | %TC  | %3P  | %TL  | RPP | APP | ROB | TPP | PPP  |
| ------- | ------- | -- | -- | ---- | ---- | ---- | ---- | --- | --- | --- | --- | ---- |
| 2020-21 | Houston | 4  | 0  | 21.8 | .576 | .308 | .250 | 5.3 | 1.3 | .5  | 1.0 | 10.8 |
| 2021-22 | Atlanta | 2  | 0  | 21.5 | .667 | .333 | .667 | 3.0 | 1.5 | .5  | .5  | 11.5 |
| Total   | Total   | 6  | 0  | 21.7 | .604 | .313 | .429 | 4.5 | 1.3 | .5  | .8  | 11.0 |